# Karl von Savigny
Pour les articles homonymes, voir Savigny.
Karl Friedrich Maria Stephan Adolf von Savigny (né le 25 mai 1855 à Karlsruhe et mort le 6 novembre 1928 à Gut Trages près de Gelnhausen) est un majorat en Hesse, un fonctionnaire prussien (administrateur de l'arrondissement de Büren (de)) et un homme politique allemand du Zentrum.

## Biographie
Il est le fils de l'homme politique du Zentrum Karl Friedrich von Savigny et de son épouse Freda Sophie Karoline Marie (née von Arnim-Boitzenburg). Savigny étudie au Friedrich-Werder-Gymnasium à Berlin et étudie le droit à Berlin et Bonn ainsi que l'économie à Louvain. À Bonn, il devient un membre actif du syndicat étudiant catholique K.St.V. Arminia (de) en KV. En 1876, Savigny obtient son doctorat et termine ensuite le service préparatoire habituel de la fonction publique prussienne. En 1881, Savigny fait son service militaire comme volontaire d'un an avec le 1er régiment de dragons de la Garde à Berlin et quitte l'armée en tant que premier lieutenant.
La poursuite du service préparatoire à proximité de ses domaines n'étant pas possible, il renonce d'abord à son travail dans la fonction publique et prend en charge dans un premier temps l'administration des domaines qui lui sont parvenus à Hanau. Il retourne ensuite à la fonction publique. En tant qu'évaluateur gouvernemental, il travaille pour divers gouvernements de district. Depuis 1894, il est initialement chargé de l'administration de l'arrondissement de Büren (de). Un an plus tard, il y est définitivement nommé administrateur d'arrondissement. En 1912, il démissionne de la fonction publique pour des raisons de santé.
Savigny appartient au Zentrum. Entre 1900 et 1918, il est député du Reichstag en représentant la 4e circonscription de Minden (Paderborn-Büren) . Il est également membre de la Chambre des représentants de Prusse de 1899 à 1918. Il est également membre de l'assemblée de l'arrondissement d'Hanau (de) et du parlement provincial de Westphalie. De 1921 à 1925, il représente le Zentrum au parlement communal de l'électorat de Hesse et au parlement provincial de Hesse-Nassau (de).
Savigny épouse Maria Elisabeth Charlotte (née von Amelunxen (de)) en 1912. Elle est la veuve de son frère Leo von Savigny (de).
Il est membre de l'association antiquité westphalienne et directeur de l'association agricole de l'arrondissement de Büren.
Au cours de son mandat en tant qu'administrateur d'arrondissement, il apporte des contributions exceptionnelles à l'arrondissement de Büren en co-initiant l'Almetalbahn et le réseau d'eau central d'Almetal.